# 社会主义替代 (英格兰和威尔士)
社会主义替代（英語：Socialist Alternative）是英国的一个托洛茨基主义政治组织。2019年，130名未重新登记或被开除的社会党 (英格兰和威尔士)前党员建立该组织。该组织出版刊物《社会主义替代》。该组织的政治立场是极左翼。该组织的意识形态是社会主义、马克思主义、托洛茨基主义。该组织是国际社会主义替代的支部。